# March 822

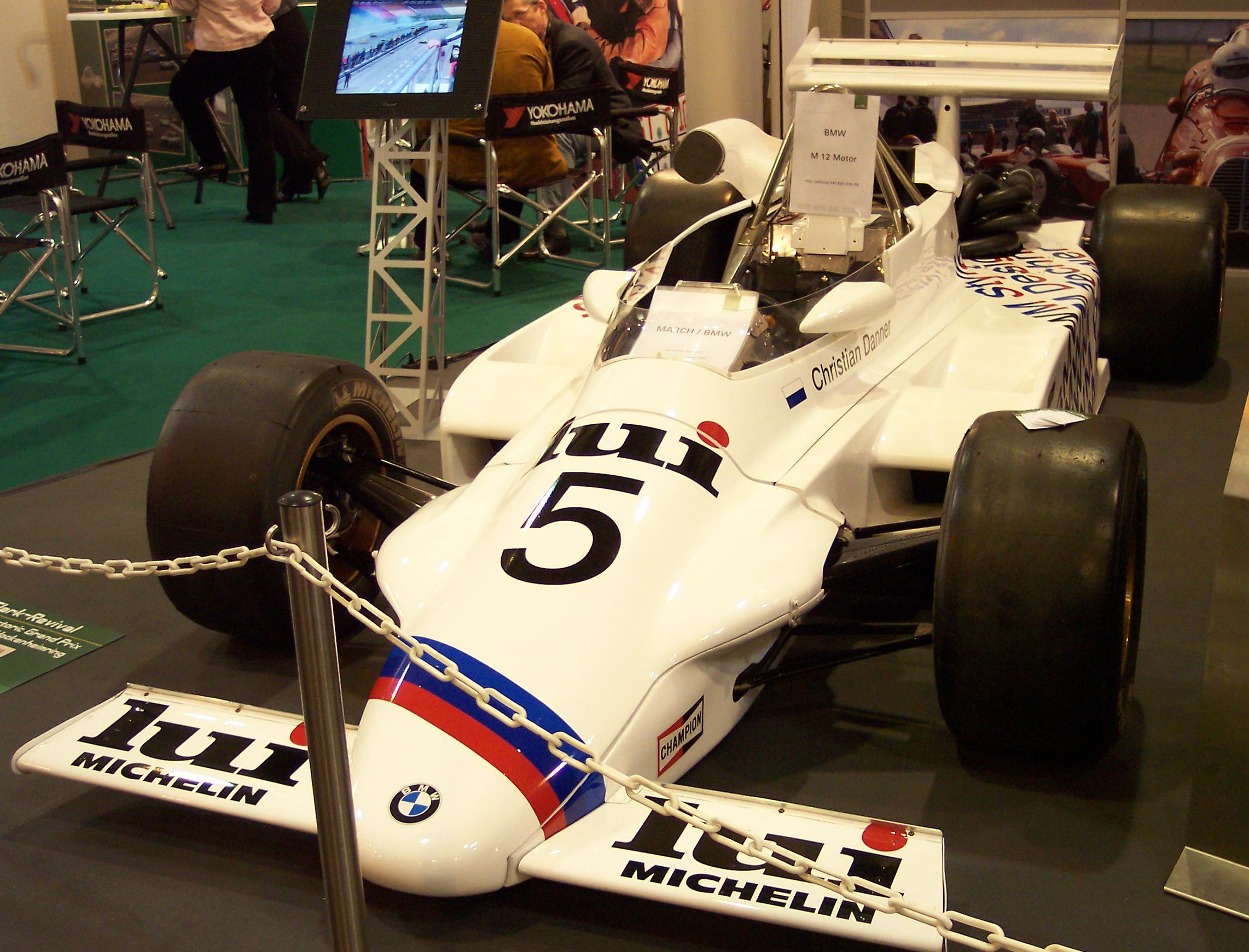
March 822 des Werksteams von 1982 (Christian Danner)

Der March 822 war ein Monoposto des britischen Rennwagenherstellers March Engineering, der 1982 nach dem Reglement der Formel 2 konstruiert wurde. 1982 und 1983 nahmen mit ihm zahlreiche Fahrer an der Formel-2-Europameisterschaft und der Japanischen Formel-2-Meisterschaft teil. 1982 wurde Corrado Fabi mit einem March 822 Formel-2-Europameister, Satoru Nakajima gewann mit ihm im gleichen Jahr die Japanische Meisterschaft.

## Konstruktion
Der March 822 wurde im Herbst 1981 entwickelt. Verantwortlicher Konstrukteur war Ralph Bellamy. Der March 822 war keine Neukonstruktion, sondern eine Weiterentwicklung des vorjährigen March 812. Der 822 hatte ein neues Monocoque, das schmaler war als das des 821. Die hintere Radaufhängung war neu konstruiert, und die Aerodynamik war verbessert worden.
 Bei den europäischen Meisterschaftsläufen wurden die Autos üblicherweise von BMW-Motoren unterschiedlicher Tuner angetrieben; nur in einem Fall erschien ein 822 mit einem Vierzylindermotor von Hart. In Japan gab es auch Exemplare mit Honda- und Toyota-Motoren.

## March-Merzario 282
Eine Abwandlung des March 822 war der March-Merzario 282, der 1982 in Italien erschien. Das italienische Team Merzario hatte bis 1981 eigene Formel-2-Autos konstruiert, die keine Erfolge erzielten. Für die Saison 1982 ging Arturo Merzarios Rennstall dazu über, vom Werk übernommene March-822-Chassis zu überarbeiten und nach eigenen Vorstellungen zu verbessern. Sie erhielten daraufhin eine eigene Modellbezeichnung. Details zum Umfang der Überarbeitung sind nicht bekannt. Die Autos erschienen nur in diesem Jahr und ausschließlich im Team Merzario. Jo Gartner und Richard Dallest erreichten mit ihnen jeweils einen Meisterschaftspunkt.

## Produktion
March stellte insgesamt 14 Exemplare des 822 her; 1982 entstanden 13 Fahrzeuge, im Folgejahr ein weiteres. Die weitaus meisten Fahrzeuge wurden an unabhängige Kundenteams verkauft. 1982 betrug der Preis für einen neuen 822 ohne Motor 19.000 £.

## Renneinsätze

### Formel-2-Europameisterschaft 1982
In der Europameisterschaft 1982 war der March 822 das am weitesten verbreitete neue Formel-2-Auto.
March Engineering betrieb (in diesem Jahr letztmals) ein von Peter Mackintosh geleitetes Werksteam, das einen werksunterstützten BMW-Motor verwendete. Es setzte mit Corrado Fabi, Johnny Cecotto und Christian Danner drei Fahrer ein, die an allen Meisterschaftsläufen teilnahmen. Fabis Auto wurde von Ralph Bellamy betreut, Cecottos 822 von Adrian Newey. Fabi gewann fünf, Cecotto drei Rennen; beide belegten mehrere zweite Plätze und erzielten weitere Ergebnisse in den Punkterängen. Nach dem letzten Rennen waren beide Fahrer punktgleich; aufgrund einer Besonderheit im Reglement wurden für die Meisterschaftswertung jedoch nur die besten neun Ergebnisse gezählt (sogenannte Streichresultate), sodass bei Cecotto letztlich ein Punkt weniger gewertet wurde als bei Fabi. Fabi wurde daraufhin Europameister, Cecotto Vizemeister. Danner gewann kein Rennen; sein bestes Ergebnis war der vierte Platz beim Gran Premio dell’Adriatico Gran Premio dell’Adriatico. Im Werksteam galt der 822 als zuverlässiges Auto: Fabi fiel vier-, Cecotto nur einmal technisch bedingt aus.
Das italienische Merzario-Team übernahm drei 822-Exemplare, die in der Folgezeit modifiziert wurden.
Das Schweizer Team Horag Racing von Markus Hotz setzte einen 822 ein, der einen von Heini Mader Racing Components getunten BMW-Motor verwendete. Regulärer Fahrer war Mike Thackwell, der in der Saisonmitte zwei Rennen auf dem dritten Platz beendete. Horag war damit in diesem Jahr das erfolgreichste March-Kundenteam. Für das letzte Rennen wurde das Auto an Fredy Schnarwiler weitergegeben, der nicht in die Wertung kam.
In der zweiten Saisonhälfte meldete das britische Team Trundle Racing einen 822 für den amerikanischen Rennfahrer Cliff Hansen, der sieben Rennen bestritt, aber keine Meisterschaftspunkte erzielte. Hansens bestes Ergebnis war der neunte Platz bei der Mantorp Park Trofén in Schweden.

### Formel-2-Europameisterschaft 1983
In der Saison 1983 unterhielt March Engineering kein eigenes Werksteam mehr. Das unabhängige Team Onyx Racing hatte das Material des Werksteams übernommen. Onyx erhielt Kundenfahrzeuge, wurde aber gegenüber anderen Kunden werksseitig bevorzugt, sodass einige Quellen hier von einem Quasi-Werksteam sprechen. Onyx setzte 1983 neu konstruierte March-832-Modelle ein.
In diesem Jahr gab es nur einen Einsatz eines March 822: Das irische Team Derek McMahon Racing meldete für Derek Daly einen 822 mit Hart-Motor zu den Donington „50.000“ in Donington Park. Daly beendete das Rennen als Neunter.

### Japanische Formel-2-Meisterschaft
In der japanischen Formel-2-Meisterschaft liefen vielfach deutlich ältere Fahrzeuge als in der europäischen Serie. Nur wenige Teams waren finanziell in der Lage, neue Fahrzeuge zu kaufen. Satoru Nakajima, der 1981 die Meisterschaft in einem March 821 gewonnen hatte, bestritt den ersten Lauf der Saison 1982 noch mit dem 821, bevor er im April 1982 auf einen 822 umstellte. Sein Auto, das vom Team I&I Racing Development (Meldebezeichnung: John Player Special Team Ikuzawa) eingesetzt wurde, hatte einen Sechszylindermotor von Honda. Nakajima gewann die japanische Meisterschaft mit deutlichem Vorsprung vor Kazuyoshi Hoshino, der in der zweiten Saisonhälfte ebenfalls einen 822 – in diesem Fall allerdings mit BMW-Motor – einsetzte.
1983 erschienen mehrere March-822-Modelle bei kleineren Teams. Sie nutzten überwiegend lokal getunte BMW-Motoren; Hitoshi Ogawa fuhr daneben einen 822 mit Toyota-Motor.
1984 erschien in Japan kein March 822 mehr.

## Ergebnisse: Formel-2-Europameisterschaft
| Saison                | Team           | Fahrer | 1   | 2   | 3   | 4   | 5   | 6   | 7   | 8   | 9   | 10  | 11  | 12  | 13      | Punkte |
| --------------------- | -------------- | ------ | --- | --- | --- | --- | --- | --- | --- | --- | --- | --- | --- | --- | ------- | ------ |
| 1982                  |                |        |     |     |     |     |     |     |     |     |     |     |     |     |         |        |
| March Racing          | C. Fabi        | DNF    | 3   | 20  | 2   | 1   | 1   | DNF | 5   | 1   | 1   | DNF | DNF | 1   | 57      |        |
| March Racing          | J. Cecotto     | DNF    | 4   | 1   | 3   | 2   | DNF | 1   | 2   | 6   | 2   | 1   | 3   | 15  | 56 (57) |        |
| March Racing          | C. Danner      | DNF    | DNF | DNF | 9   | DNF | 13  | DNF | 9   | DNF | 7   | 5   | 6   | 4   | 6       |        |
| Horag Racing          | M. Thackwell   | DNF    |     |     | DNF | 8   | 9   | 3   | 3   | 10  | DNF |     |     |     | 8       |        |
| Horag Racing          | S. Dickens     |        | DNF |     |     |     |     |     |     |     |     |     |     |     | 0       |        |
| Horag Racing          | H. Hagenbauer  |        |     |     |     |     |     |     |     | DNF |     |     |     |     | 0       |        |
| Horag Racing          | E. Elgh        |        |     |     |     |     |     |     |     |     |     | DNF |     |     | 0       |        |
| Formel Rennsport Club | F. Schnarwiler |        |     |     |     |     |     |     |     |     |     |     |     | NC  | 0       |        |
| Trundle Racing        | C. Hansen      |        |     |     |     |     |     | DNF | DNF | 17  | 15  | 9   | 13  | DNF | 0       |        |
| 1983                  |                |        |     |     |     |     |     |     |     |     |     |     |     |     |         |        |
| Derek McMahon Racing  | D. Daly        |        |     |     |     |     |     |     | 9   |     |     |     |     |     | 0       |        |